# Dattilo (isola)
Dattilo è un isolotto italiano appartenente all'arcipelago delle isole Eolie, in Sicilia.
Disabitato, è posto circa 1,5 km ad est di Panarea. È caratterizzata da ripidi pendii sul versante orientale e prevalentemente scogliere su quello occidentale. La cima è a 103 metri di altezza.

## Caratteristiche geologiche

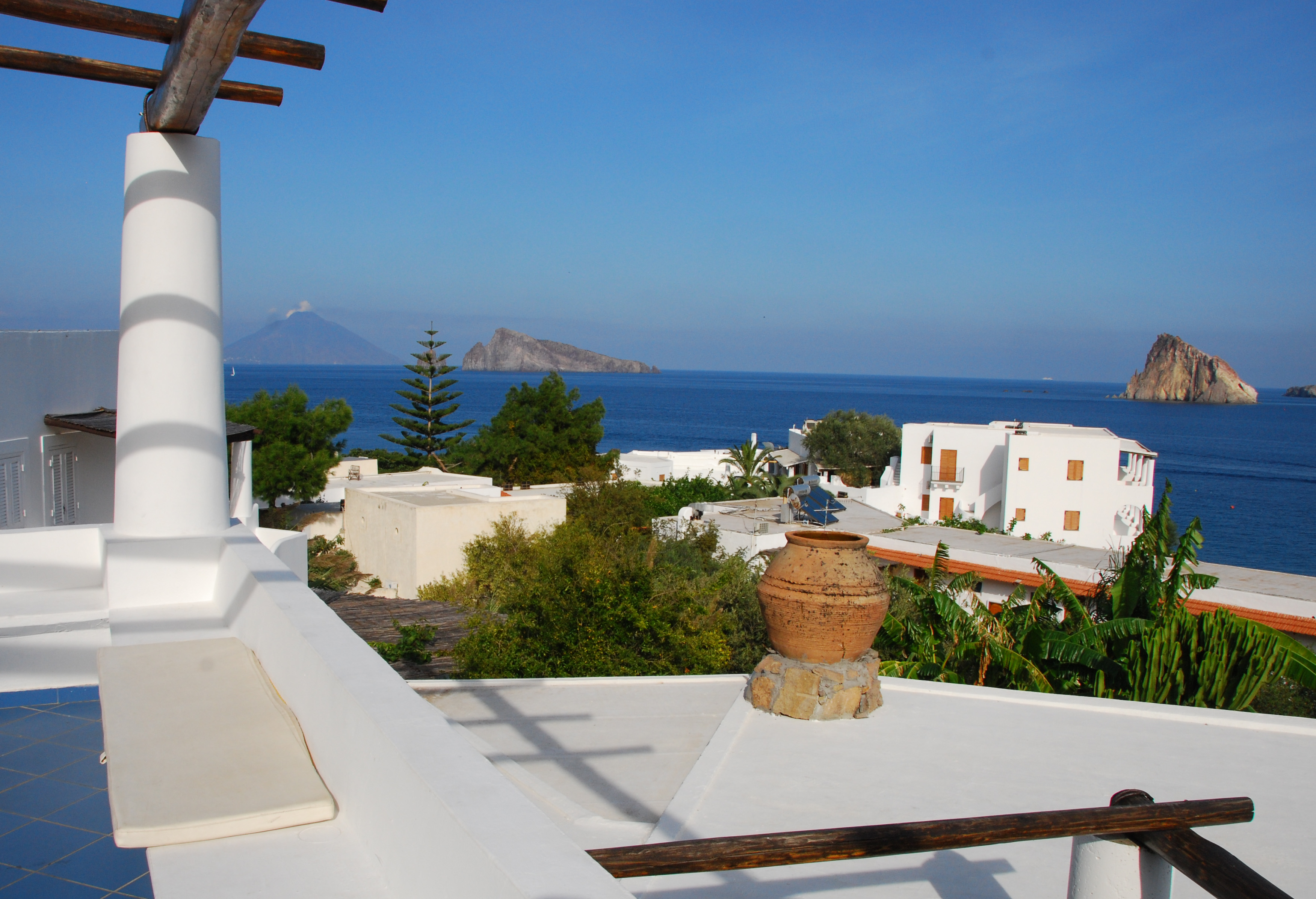
L'isola di Dattilo (a destra) vista dalla vicina Panarea

L'isola, insieme ai numerosi scogli vicini (Lisca Bianca, Bottaro, Lisca Nera e altri), è ciò che resta di antiche bocche vulcaniche appartenenti all'apparato di Panarea, formatesi circa 130.000 anni fa. Molto probabilmente in passato tali scogli erano uniti fra loro a formare un'isola più grande, forse collegata alla stessa Panarea, ma in seguito all'erosione degli agenti atmosferici ed a fenomeni di bradisismo, essa si separò in più terre emerse, processo completatosi circa 10.000 anni fa.
Dattilo è interamente rocciosa, ricca di allume, zolfo e gesso, ed è totalmente inaccessibile, eccezion fatta per una piccola spiaggia di ciottoli sul versante orientale.

## Flora e fauna
Le piante principali presenti sull'isola sono radi cespugli di lentisco (Pistacia lentiscus), enula marina (Limbarda crithmoides) e Suaeda vera. Tra gli animali più comuni si annoverano il coniglio selvatico (Oryctolagus cuniculus), la lucertola campestre (Podarcis sicula), il geco comune (Tarentola mauritanica) ed il geco verrucoso (Hemidactylus turcicus). Sull'isola nidifica inoltre il gabbiano reale mediterraneo (Larus michahellis).
Nel 1991, insieme agli altri isolotti minori di Panarea, Dattilo è stata dichiarata Riserva naturale integrale, con divieto di sbarco se non per scopi scientifici.

## Origini del nome

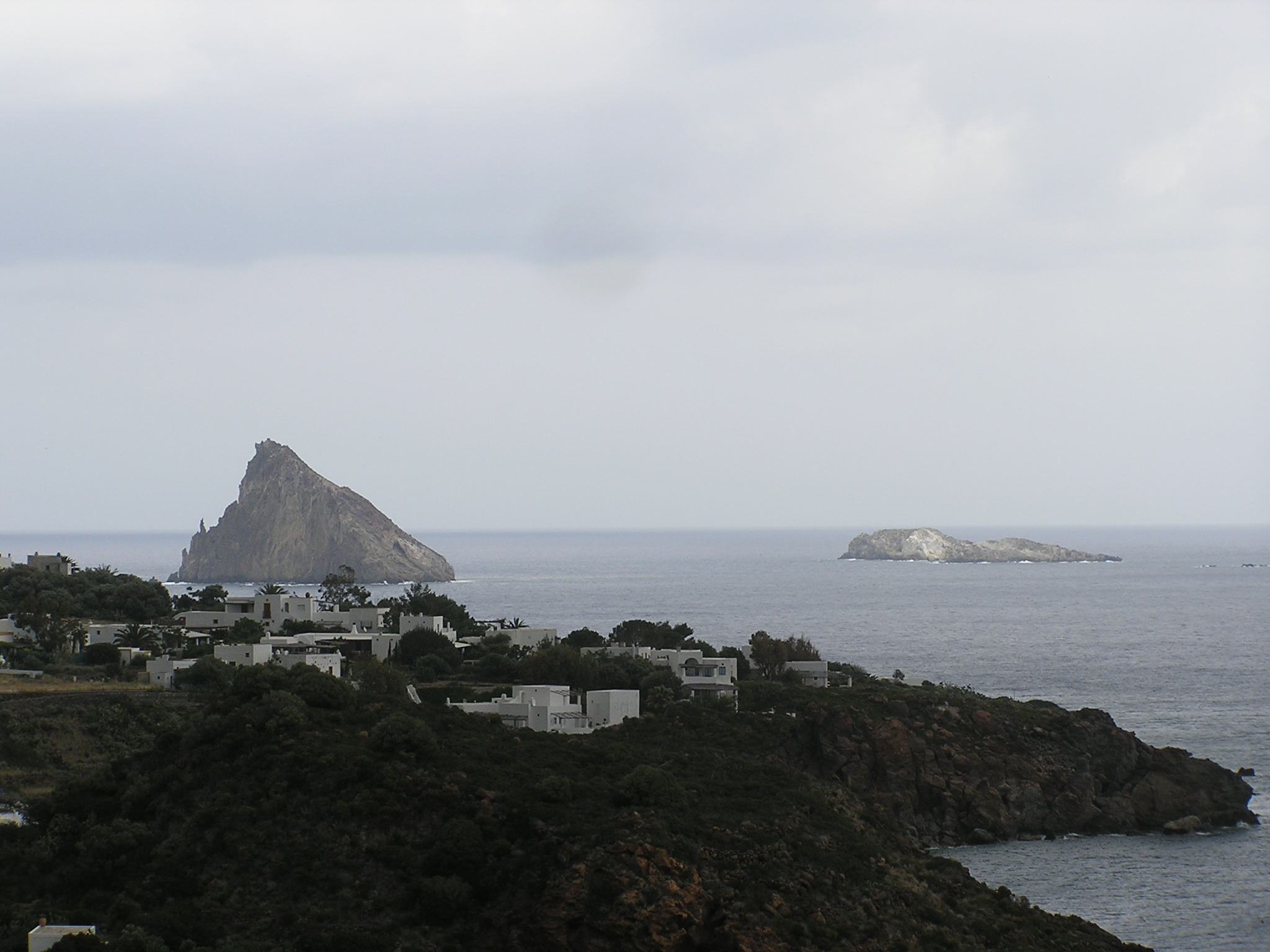
Veduta di Panarea. Sullo sfondo, a sinistra Dattilo, a destra Lisca Bianca

Il nome dell'isola ricalca il greco antico dáctylos (δάκτυλος), ossia “dito”. Si tratta però, probabilmente, di una paretimologia, poiché il nome parrebbe in realtà legato al dattero, a causa del colore dello scoglio che richiama quello del frutto.

## Bibliografia

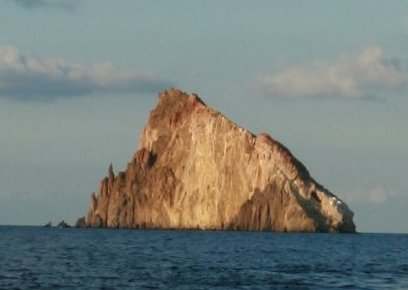